# Robert E. Pattison
Robert Emory Pattison, född 8 december 1850 i Quantico i Maryland, död 1 augusti 1904, var en amerikansk demokratisk politiker. Han var Pennsylvanias guvernör 1883–1887 och 1891–1895. 
Pattison studerade juridik och inledde 1872 sin karriär som advokat i Pennsylvania. Pattison efterträdde 1883 Henry M. Hoyt som Pennsylvanias guvernör och efterträddes 1887 av James A. Beaver. Han tillträdde 1891 på nytt som guvernör och efterträddes 1895 av Daniel H. Hastings. Pattison avled 1904 och gravsattes i Bala Cynwyd.